# Église Saint-Vivien de Cherves-Richemont
Pour les articles homonymes, voir église Saint-Vivien.
L’église Saint-Vivien est l'église paroissiale du bourg de Cherves, commune de Cherves-Richemont, dans le département français de la Charente et le diocèse d’Angoulême. Après une inscription en 1925, l'église fait l’objet d’un classement au titre des monuments historiques depuis le 29 mars 1988.

## Histoire
La paroisse est connue dès le XIe siècle pour après avoir été donnée à l'abbaye Saint Léger d'Ébreuil dans l'Allier et être uni par elle à son prieuré de Saint-Léger de Cognac. L'église Saint-Vivien a été construite au  XIIe siècle.

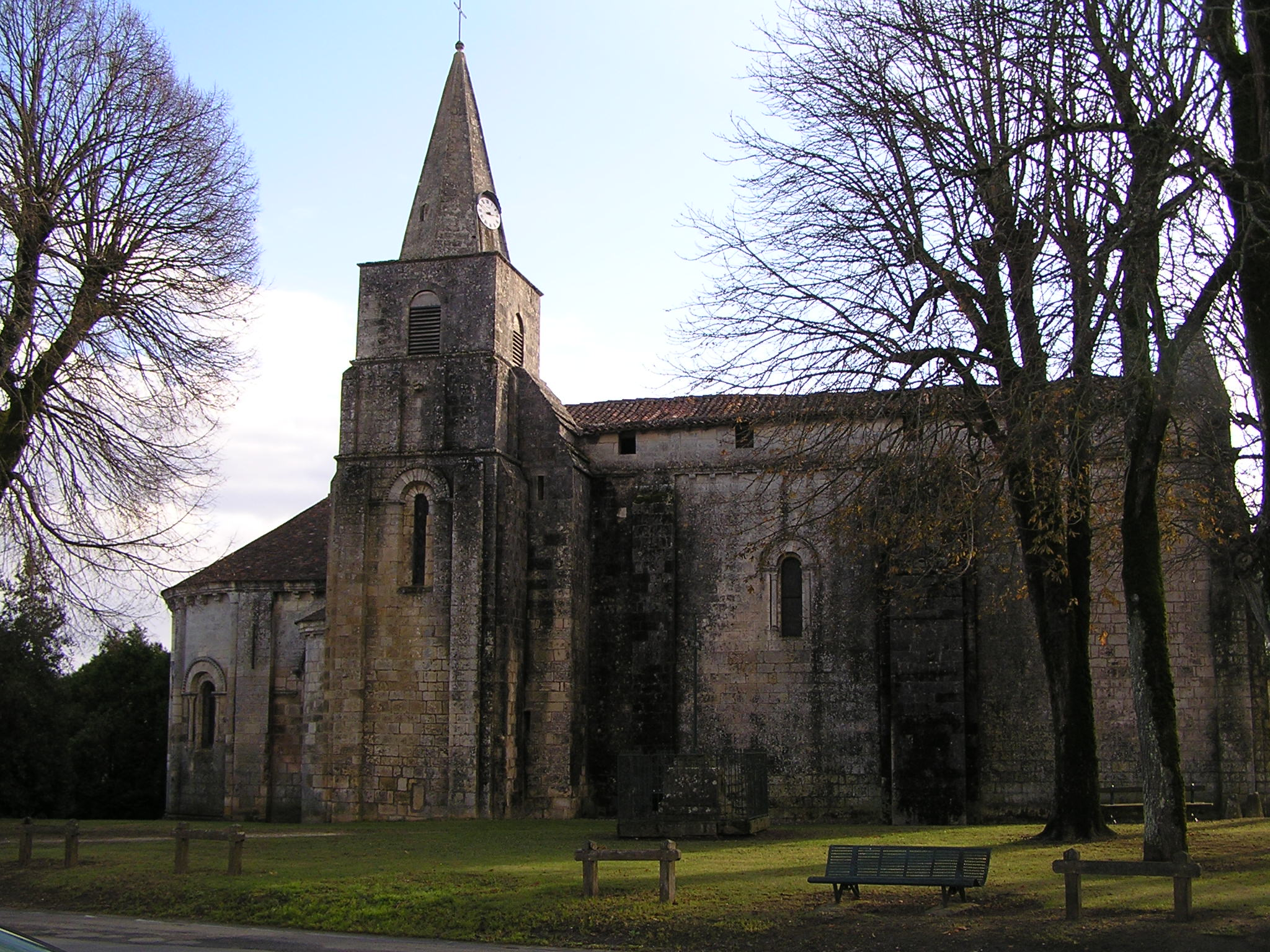
le surélèvement et les archères sont bien visibles

Au cours de la guerre de cent ans elle a été fortifiée, la nef a été surélevée avec construction d'un chemin de ronde.
La charpente de la nef aurait été refaite en 1607 puis l'église aurait été restaurée entre 1732 et 1736. Une restauration des coupoles est programmée pour 2012.
Le cimetière autour de l'église a été transféré à la fin du XIXe siècle mais la croix de cimetière en ferronnerie est restée et son socle en pierre, daté du XVIIe siècle est inscrit Monument historique.

## Architecture
C'est une église romane à un vaisseau, voûte en voûte à berceau plein-cintre, coupole sur pendentifs et chœur dans une vaste abside.

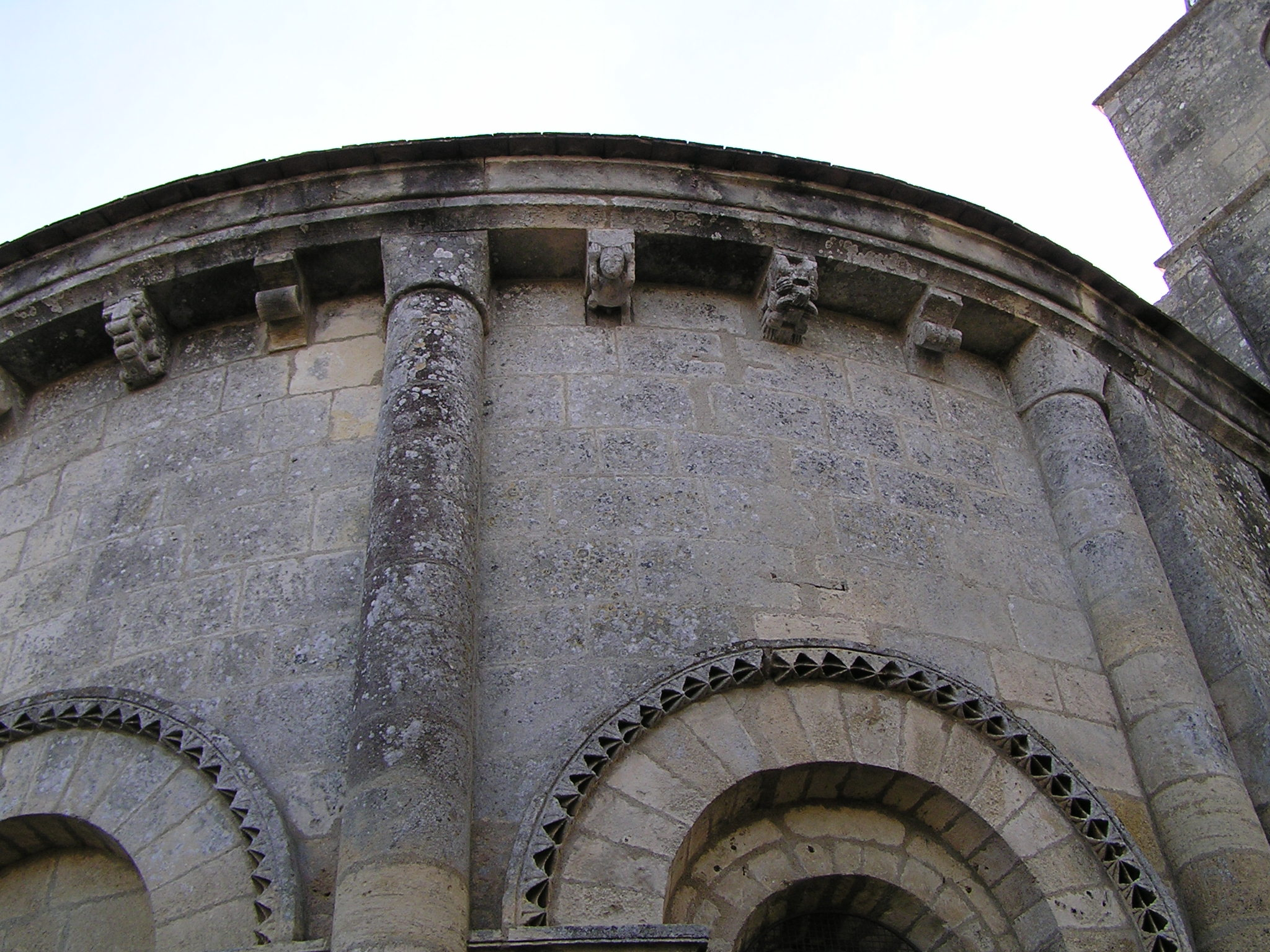
Vue des modillons du chevet.

Les modillons du chevet sont sculptés de motifs végétaux, d'un tonneau, d'une tête d'animal, de représentation d'un homme, d'un homme assis, d'un musicien tenant une harpe caractéristiques de l'art roman en Charente.

## Mobilier
Le retable en bois mouluré, chantourné, cannelé, décoré en relief, aurait été exécuté par des ébénistes parisiens à l'occasion d'un mariage célébré en 1747. L'autel tabernacle et l'autel de la vierge dateraient de la même époque.
Ciboires, patènes calices et vitraux sont du XIXe siècle.
Le trésor de Cherves pourrait avoir été le mobilier de l'église de Cherves.

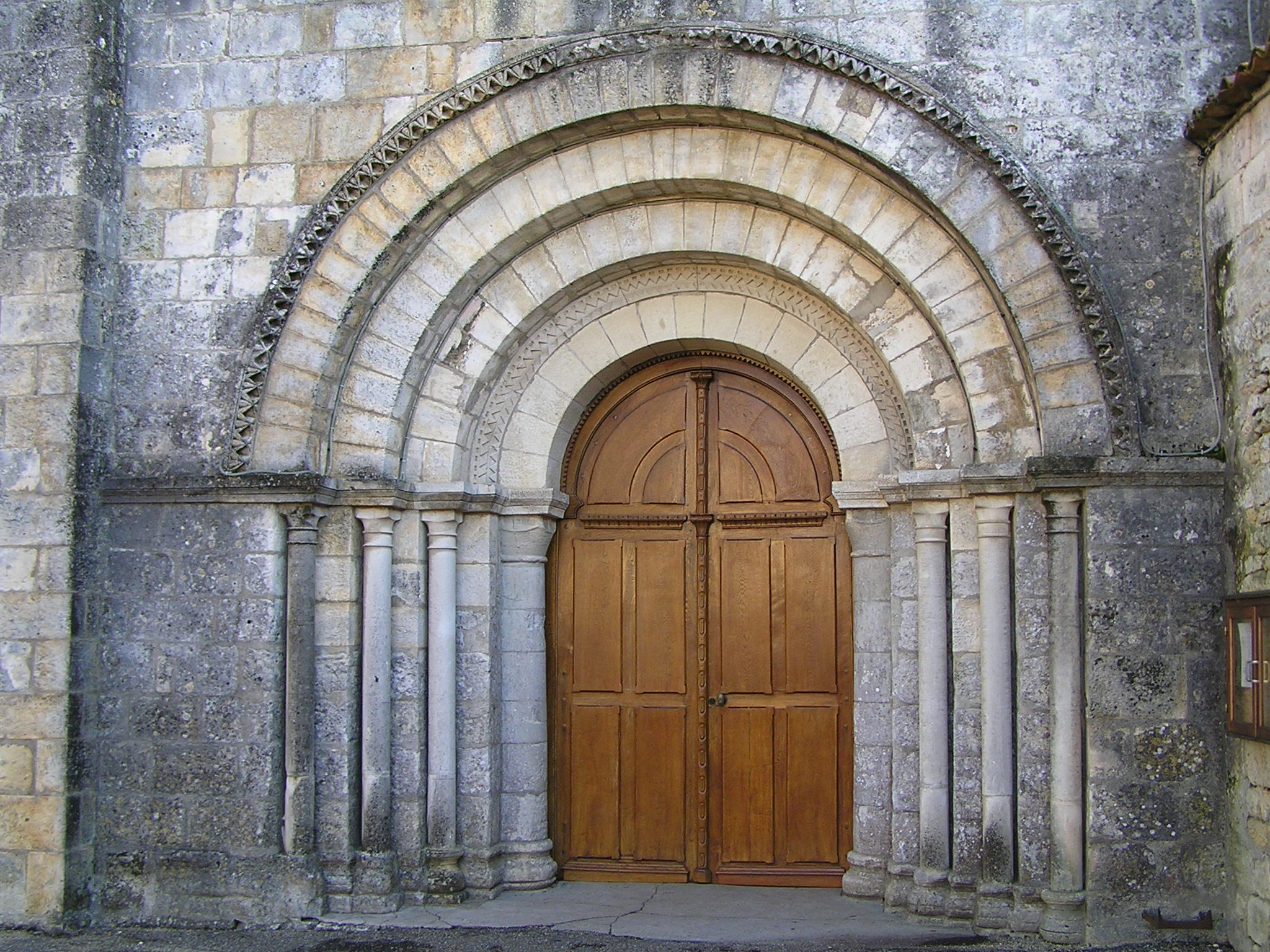
portail
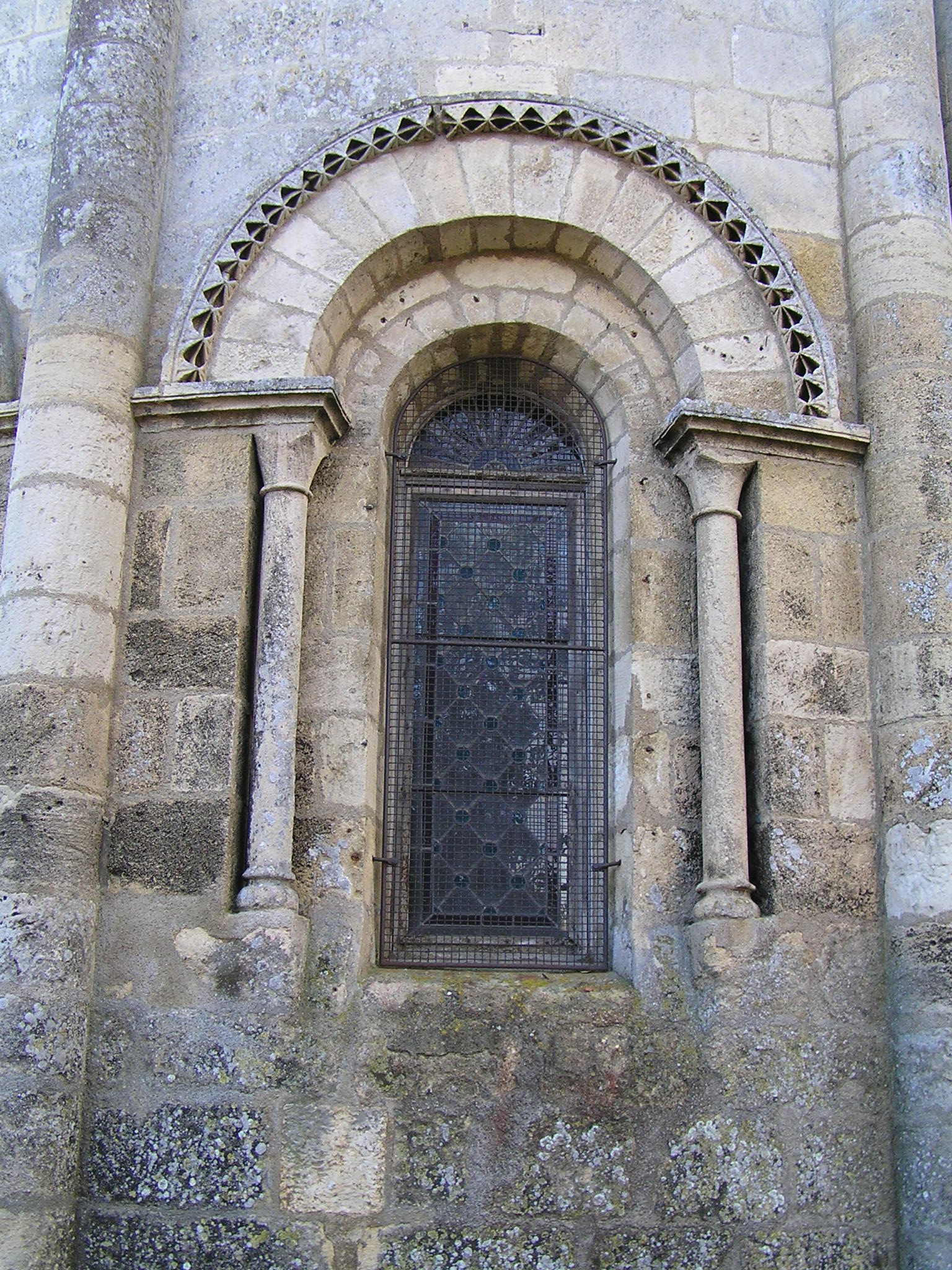
détail